# Смирнов, Михаил Николаевич (скульптор)
Михаил Николаевич Смирнов (23 января 1926 года, Москва, РСФСР, СССР — 10 января 2011 года, Москва, Россия) — советский и российский скульптор, народный художник РСФСР (1983).

## Биография
Родился 23 января 1926 года в Москве.
Учился в Московской художественной студии Краснопресненского дворца пионеров имени Павлика Морозова.
В 1945 году — окончил Московское художественное училище на отделении архитектурно-декоративной пластики, преподаватели: П. И. Петровичев, В. Н. Бакшеев, Н. И. Абакумцев и А. Н. Чирков.
В 1950 году — окончил Московское Высшее художественно-промышленное училище, преподаватели: С. В. Кольцов, Г. И. Мотовилов, С. Л. Рабинович и П. В. Кузнецов.
В 1952 году — вступил в Союз художников СССР.
В период с 1951 по 1953 годы — работал в бригаде Г. И. Мотовилова: принимал участие в создании декоративных скульптур на здании МИД, оформлении станции метро Октябрьская и некоторых павильонов ВДНХ.
С 1954 года — постоянный участник московских, российских, всесоюзных и международных выставок.
В 1961 году — провёл первую персональную выставку в Москве, совместно с М. М. Воскресенской.
Скульптурные работы находятся в Государственной Третьяковской галерее, Государственном Русском музее, и более чем в 30 музеях мира, а также в частных собраниях в России и за рубежом.
Михаил Николаевич Смирнов умер 10 января 2011 года в Москве.

### Семья
- жена, советский и российский скульптор, заслуженный художник РСФСР (1980) М. В. Воскресенская (1931-2012)
- сын  — Алексей Михайлович Смирнов-Воскресенский (род. 1961) — художник

## Награды
- Народный художник РСФСР (1983)
- Заслуженный художник РСФСР (1976)